# Herpetotherium

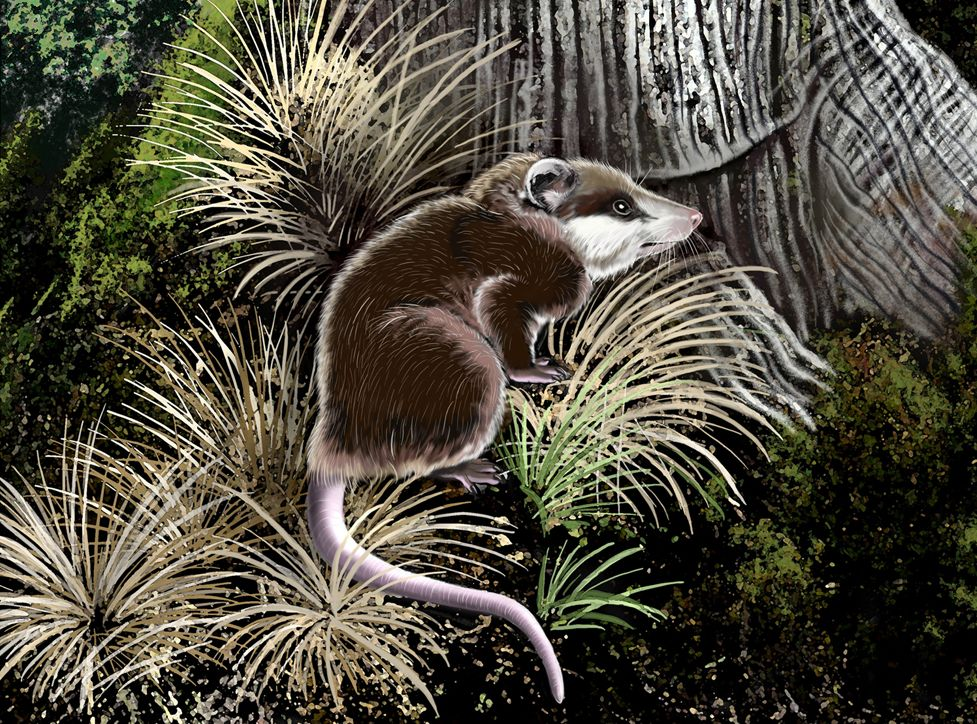
Художня реставрація

Herpetotherium — вимерлий рід метатерієвих ссавців, що належить до, можливо, парафілетичної родини Herpetotheriidae. 

## Поширення й час проживання
Походили з Північної Америки від еоцену до раннього міоцену, скам'янілості були знайдені в Каліфорнії, Орегоні, Техасі, Флориді, Монтані, Вайомінгу, Колорадо, Північній і Південній Дакоті, Небрасці та Саскачевані. Найдавніший вид, H. knighti, датується приблизно 50,3 млн років тому, а найновіший вид, без назви, міг жити 15,97 млн років тому. 

## Таксономія
Морфологічний аналіз сумчастих і базальних метатерій, проведений у 2007 році, виявив, що Herpetotherium є сестринською групою нинішніх сумчастих. Це наймолодший відомий метатерій з Північної Америки до моменту міграції віргінського опосума з Південної Америки протягом останніх 2 мільйонів років.
Деякі автори вважають, що види, віднесені до Herpetotherium (наприклад, H. comstocki, H. marsupium, H. merriami), належать до африканського та європейського роду Peratherium Aymard, 1850. Проте інші автори продовжували підтримувати родовий поділ Herpetotherium і продовжували відносити до цього роду нові північноамериканські види герпетотеріїдів.

## Види
- †Herpetotherium fugax типовий (syn. Didelphys pygmaea, H. scalare, H. tricuspis, Peratherium fugax)
- †H. huntii
- †H. knighti (syn. Centracodon delicatus, Entomacodon minutus, Peratherium morrisi)
- †H. marsupium (syn. Peratherium marsupium)
- †H. merriami (спочатку названий у Peratherium)
- †H. tabrumi
- †H. valens (syn. Peratherium donahoei)
- †H. youngi syn. Peratherium spindleri)

## Анатомія й морфологія
Давно визнано, що Herpetotherium має примітивну морфологію порівняно з іншими сумчастими. Наприклад, Осборн (1907, с. 111) вважав, що це предок як для «пізніших м’ясоїдних, так і для травоїдних типів сумчастих», і вважав, що це є доказом того, що поліпротодонтові опосумоподібні ссавці повинні були дати початок іншим сумчастим (Осборн, 1910, с. 154). Троксел (1923) сильно зосередився на характеристиках нижньої щелепи Herpetotherium (хоча мова йде саме про H. marsupium, але це загалом вірно для Herpetotherium), які, на його думку, були особливо схожі на Didelphis.